# Pedro Antonio de Alarcón

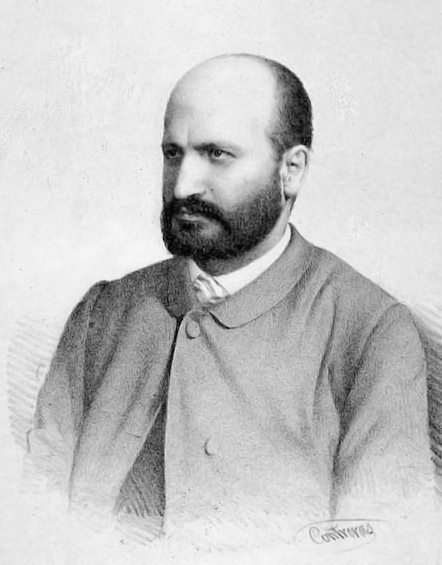
Pedro Antonio de Alarcón

Pedro Antonio de Alarcón y Ariza (* 10. März 1833 in Guadix, Provinz Granada; † 19. Juli 1891 in Madrid) war ein spanischer Schriftsteller und gehörte der literarischen Strömung des Realismus des 19. Jahrhunderts an, in dem sich der Wandel von der Romantik in die neue Epoche vollzieht.

## Leben
Pedro Antonio de Alarcón wurde in Guadix in eine Familie verarmter Adeliger hinein geboren; sein Großvater war noch im Spanischen Unabhängigkeitskrieg gegen Napoleon Regidor gewesen und hatte den berühmten Dreispitz und die rote Capa getragen. Pedro Antonio studierte ab 1847 Recht an der Universität Granada, doch da die Familie ihm das Studium nicht weiter finanzieren konnte, ging er zurück nach Guadix ins Priesterseminar, wo er sich einen Teil der Studien für Theologie anrechnen lassen konnte. Bald fühlte er seine literarische Berufung und engagierte sich mit anderen Schriftstellern in der Gruppe der granadischen Cuerda. Zur damaligen Zeit gab es eine Bücherschwemme wegen der Auflassung vieler Klöster in der so genannten desamortización, daher las er viel und begann auch zu schreiben, und zwar zunächst Theaterstücke, die auch von einer Laienkompagnie uraufgeführt wurden; diese Stücke sind jedoch nicht erhalten. Anfangs widmete er sich dem Journalismus.

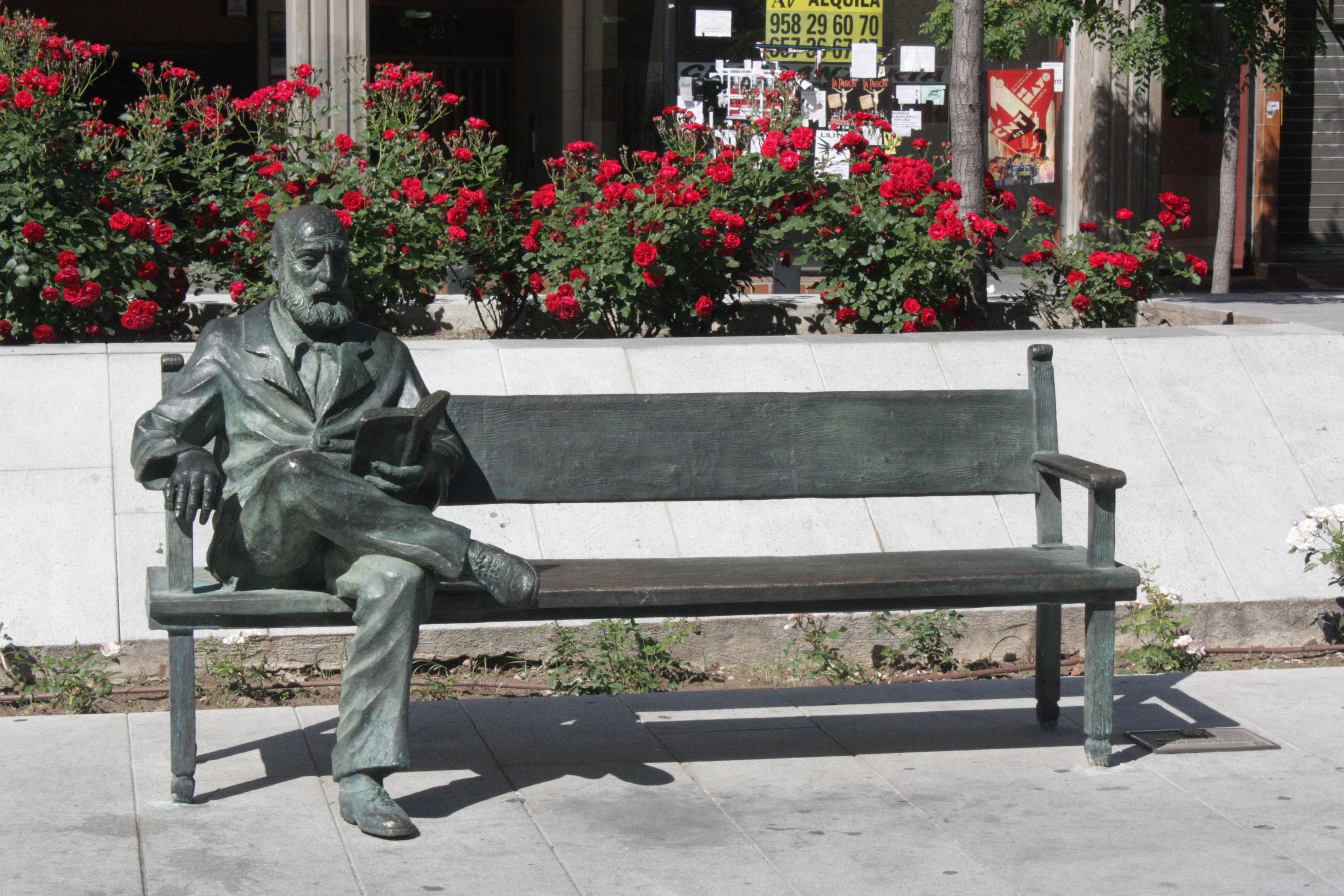
Denkmal für Alarcón in Granada

In Granada fühlte er sich auch von der Politik angezogen, die sich von einem extremen Liberalismus und Kirchenfeindlichkeit zu einem erzkonservativen Katholizismus entwickelte. Zusammen mit Torcuato Tárrago y Mateos, einem Schreiber von Groschenromanen, gab er die Zeitschrift El Eco de Occidente heraus, wo auch seine ersten Erzählungen abgedruckt wurden. 1853 verließ er das Seminar und seine Eltern und ging nach Granada. Verärgert über das dortige reaktionäre Umfeld ließ er sich bald danach in Madrid nieder. Dort gab er die antiklerikal und antidynastisch ausgerichtete Zeitschrift El Látigo („Die Peitsche“) heraus, schrieb unter dem Pseudonym „El hijo pródigo“ („Der verlorene Sohn“) gegen Kirche, Heer und Monarchie und bewegte sich in der postromantischen Bohème-Szene. Aufgrund eines Duells mit dem Journalisten und Dichter Heriberto García de Quevedo, der in die Luft schoss und ihm so großzügig das Leben schenkte, machte Alarcón eine Gewissenskrise durch und schwenkte von da an zu einer konservativen Grundhaltung über. Er zog sich einige Zeit nach Segovia zurück, überarbeitete einige seiner früheren Texte und schrieb ein weiteres Theaterstück. 1857 begab er sich wieder zurück nach Madrid, wo er Gesellschaftskolumnen für die Zeitschrift La Época verfasste und einen seiner Jugendromane, El final de Norma, in Druck gab.
Teils enttäuscht von der politischen Willkür steckte er seine jugendliche Energie in den Marokko-Krieg, aus dem er ein Buch mitbrachte, das Berühmtheit erlangte: Diario de un testigo de la Guerra de África („Tagebuch eines Zeugen des Krieges von Afrika“). Kurze Zeit lebte er als Anhänger des Leopoldo O’Donnell verbannt in Paris 1866. Er unternahm eine Reise nach Italien und wurde später Abgeordneter sowie Regierungsberater des Königs Alfons XII.
Zwischen 1874 und 1881 veröffentlichte Alarcón seine wichtigsten literarischen Texte. 1877 wurde er in die Real Academia Española aufgenommen und hielt eine Antrittsrede mit dem Titel „Sobre la moral en el arte“ („Über die Moral in der Kunst“). Ab 1887, davon überzeugt, auf dem Weg des Realismus alles gegeben zu haben, gelobte er Schweigsamkeit. Vielleicht lag der Grund hierfür in der offenen Feindschaft zu seinen alten liberalen Gesinnungsgenossen. Mit 50 Jahren zog er sich auf seine Finca in Valdemero in der Nähe von Madrid zurück und kümmerte sich nur mehr um seine Pflanzen und Gemüse. 1888 ereilte ihn ein Schlaganfall, er starb schließlich 1891 in Madrid.

## Werke
- El final de Norma, Kurzgeschichte (1855)
- De Madrid a Nápoles, Reisebeschreibungen (1861)
- Poesías sérias y humorísticas, Gedichte (1870)
- La Alpujarra, Reisebeschreibungen (1873)
- El sombrero de tres picos, Novelle (1874)
  - deutsch: Der Dreispitz. Eine spanische Novelle. Insel, Leipzig 1940 (Reihe „Insel-Bücherei“ Bd. 223)
- El escándalo, Roman (1875)
  - deutsch: Der Skandal. Roman. Übertragen von Heinrich Bondy. Safari, Berlin 1959 (Reihe „Bücherei der Weltliteratur“)
- El niño de la bola, Roman (1880)
  - deutsch: Manuel Venegas. Übersetzt von F. Eyßenhardt (Volltext im Projekt Gutenberg-DE)
- La pródiga, Roman (1882)
  - deutsch: Die Verschwenderin. Roman. Übertragen von Paula Saatmann. Frick, Wien 1942
- Cuentos amatorios, Erzählungen (1881)
  - deutsch daraus: El clavo (Der Nagel) unter dem Titel Die Werbung des Richters. Frei übertragen von Arnold Krieger. Illustrationen von Hans Thomamichel (Reprint der 2. Auflage von 1950: Darmstadt 1991)
- El capitán Veneno, Roman (1881)
  - deutsch: Kapitän Veneno und der gesunde Menschenverstand. Herder, Freiburg 1955
- Historietas nacionales, Erzählungen (1881)
  - deutsch daraus: La Buenaventura (Die Wahrsagerin, 1854) unter dem Titel Die Prophezeiung. Übersetzt von Lida Winiewicz. Madrid 1885 (Reihe „Historietas nacionales“); Auszug in: Adalbert Keil (Hrsg.): Die Prophezeiung. Zigeunergeschichten. Desch, München 1964; Goldmann Verlag, München 1965, S. 89–97 (Reihe „Goldmanns Gelbe Taschenbücher“ Bd. 1622)
- Narraciones inverosímiles, Erzählungen (1882)
- Viajes por España, Reiseberichte (1883)

### Musikalische Bearbeitungen
- Manuel Venegas. Oper in einem Vorspiel und drei Akten. (Nach einer Novelle von Alarcon). Dichtung von Jos. V. Widmann. Musik von Richard Heuberger. Selbstverlag des Komponisten [Leipzig 1889] (Digitalisat im Münchener Digitalisierungszentrum)

Auf El sombrero de tres picos (Der Dreispitz) basiert Hugo Wolfs Der Corregidor. Oper in vier Acten. Text nach einer Novelle des Alarcon von Rosa Mayreder-Obermayer. Vollständiger Klavierauszug vom Componisten. Heckel, Mannheim 1896; Manuel de Falla hat das Werk 1919 für sein gleichnamiges Ballett szenisch-musikalisch bearbeitet.

### Verfilmungen
- 1934: Il cappello a tre punte, Italien
- 1954: La pícara molinera, Spanien/Frankreich

## Hörspiele
- Der Dreispitz: In Deutschland und Österreich sind vier Hörspielbearbeitungen nachgewiesen (siehe dortigen Artikel)
- 1959: Liebe und Pistolen oder Des Widerspenstigen Zähmung. Eine Funkerzählung – Regie: Karlheinz Schilling, Lothar Schock (SWF)[2]
- 1972: Das letzte Abenteuer – Regie: Ferry Bauer (ORF Oberösterreich)[3]